# Regionalwahlen in Italien 2019
Die Regionalwahlen in Italien 2019 fanden in vier Regionen mit Normalstatut (Piemont, Umbrien, Abruzzen und Basilikata) und in einer Region mit Spezialstatut (Sardinien) statt.
Die Wahl fand in den Abruzzen am 10. Februar statt; in Sardinien am 24. Februar; in der Basilikata am 24. März; im Piemont am 26. Mai; in Umbrien am 27. Oktober.

## Zusammenfassung der Ergebnisse
| Region                | Mitte-rechts             | Mitte-links               | Movimento 5 Stelle       | Sonstige | Präsident vor der Wahl           |
| --------------------- | ------------------------ | ------------------------- | ------------------------ | -------- | -------------------------------- |
| Abruzzen → Ergebnis   | Marco Marsilio 48,0 %    | Giovanni Legnini 31,3 %   | Sara Marcozzi 20,2 %     | 0,5 %    | Luciano D’Alfonso (Mitte-links)  |
| Sardinien → Ergebnis  | Christian Solinas 47,7 % | Massimo Zedda 33,0 %      | Francesco Desogus 11,2 % | 8,0 %    | Francesco Pigliaru (Mitte-links) |
| Basilikata → Ergebnis | Vito Bardi 42,2 %        | Carlo Trerotola 33,1 %    | Antonio Mattia 20,3 %    | 4,4 %    | Marcello Pittella (Mitte-links)  |
| Piemont → Ergebnis    | Alberto Cirio 49,9 %     | Sergio Chiamparino 35,8 % | Giorgio Bertola 13,6 %   | 0,7 %    | Sergio Chiamparino (Mitte-links) |
| Umbrien → Ergebnis    | Donatella Tesei 57,6 %   | Vincenzo Bianconi 37,5 %  | – (Mitte-links)          | 4,9 %    | Catiuscia Marini (Mitte-links)   |